# جيمس بومان ليندساي
جيمس بومان ليندساي (بالإنجليزية: James Bowman Lindsay)‏ (و. 1799 – 1862 م) هو فيزيائي، وعالم فلك من المملكة المتحدة .

## التعليم
تعلم في جامعة سانت أندروز